# Bumbești-Pițic
Bumbești-Pițic è un comune della Romania di 2436 abitanti, ubicato nel distretto di Gorj, nella regione storica dell'Oltenia.
Il comune è formato dall'unione di 3 villaggi: Bumbești-Pițic, Cârligei, Poienari.